# Biesenbach (Kürten)
Biesenbach ist ein Wohnplatz in der Gemeinde Kürten im Rheinisch-Bergischen Kreis.

## Lage und Beschreibung
Der Ort liegt zwischen Forsten und Junkermühle. In der Nachbarschaft befindet sich Dörpe, Holl und Minzenbach.

## Geschichte
Der Appellativ im Ortsnamen geht wie unschwer erkennbar auf einen Bach zurück, das Bestimmungswort Biesen ist eine Ableitung des ndrh. / ndd. bēse, biese und bedeutet „Binse“.
Die Topographia Ducatus Montani des Erich Philipp Ploennies aus dem Jahre 1715, Blatt Amt Steinbach, belegt, dass der Ort bereits 1715 als Ort mit zwei Höfen bestand und als Biesenbach bezeichnet wurde. Carl Friedrich von Wiebeking benennt die Hofschaft auf seiner Charte des Herzogthums Berg 1789 als Wisenbach. Aus ihr geht hervor, dass Biesenbach zu dieser Zeit Teil der Honschaft Olpe im Kirchspiel Olpe im Landgericht Kürten war.
Unter der französischen Verwaltung zwischen 1806 und 1813 wurde das Amt Steinbach aufgelöst und Biesenbach wurde politisch der Mairie Olpe im Kanton Wipperfürth  im Arrondissement Elberfeld zugeordnet.  1816 wandelten die Preußen die Mairie zur Bürgermeisterei Olpe im Kreis Wipperfürth. Biesenbach gehörte zu dieser Zeit zur Gemeinde Olpe.
Der Ort ist auf der Topographischen Aufnahme der Rheinlande von 1824 als Biesenbach und auf der Preußischen Uraufnahme von 1840 als Dorenbach verzeichnet. Ab der Preußischen Neuaufnahme von 1892 ist er auf Messtischblättern regelmäßig als Biesenbach verzeichnet.
1822 lebten 21 Menschen im als Hof kategorisierten und Biesenbach bezeichneten Ort. 1830 hatte der Ort 22 Einwohner.  Der 1845 laut der Uebersicht des Regierungs-Bezirks Cöln als Hof kategorisierte Ort besaß zu dieser Zeit fünf Wohnhäuser. Zu dieser Zeit lebten 52 Einwohner im Ort, davon 38 katholischen und 14 evangelischen Bekenntnisses. Die Gemeinde- und Gutbezirksstatistik der Rheinprovinz führt Biesenbach 1871 mit sieben Wohnhäusern und 45 Einwohnern auf. Im Gemeindelexikon für die Provinz Rheinland von 1888 werden sechs Wohnhäuser mit 36 Einwohnern angegeben. 1895 hatte der Ort sechs Wohnhäuser und 39 Einwohner. 1905 besaß der Ort sechs Wohnhäuser und 39 Einwohner und gehörte konfessionell zum katholischen Kirchspiel Olpe.
1927 wurden die Bürgermeisterei Olpe in das Amt Olpe überführt. In der Weimarer Republik wurden 1929 die Ämter Kürten mit den Gemeinden Kürten und Bechen und Olpe mit den Gemeinden Olpe und Wipperfeld zum Amt Kürten zusammengelegt. Der Kreis Wipperfürth ging am 1. Oktober 1932 in den Rheinisch-Bergischen Kreis mit Sitz in Bergisch Gladbach auf.
1975 entstand aufgrund des Köln-Gesetzes die heutige Gemeinde Kürten, zu der neben den Ämtern Kürten, Bechen und Olpe ein Teilgebiet der Stadt Bensberg mit Dürscheid und den umliegenden Gebieten kam.

## Sehenswürdigkeiten
Am Weg nach Minzenbach liegt die 1678 errichtete St.-Andreas-Kapelle, die in der Liste der Baudenkmäler in Kürten eingetragen ist. Dahinter steht eine vermutlich ebenso alte Kopflinde.

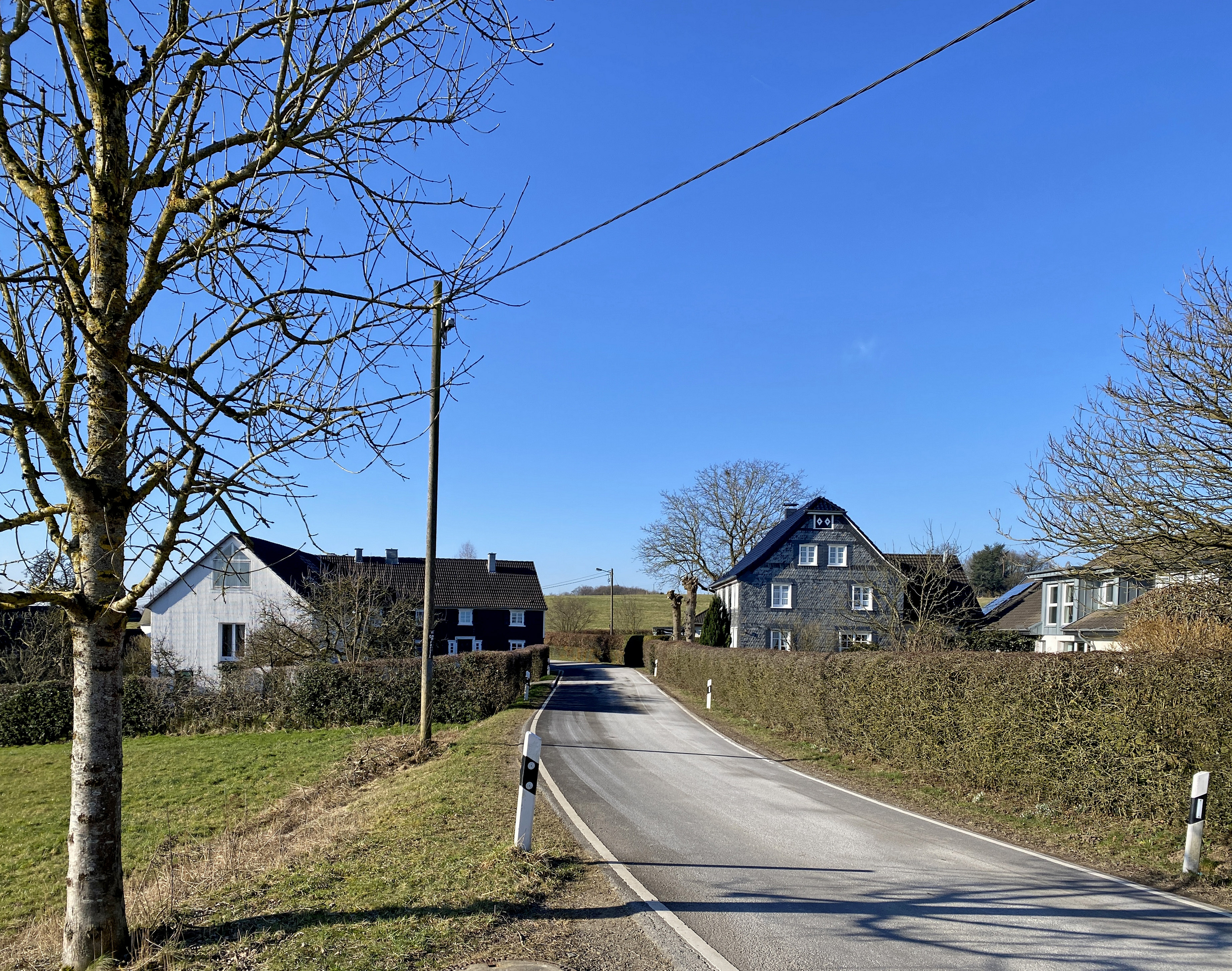
nordöstl. Ortseingang
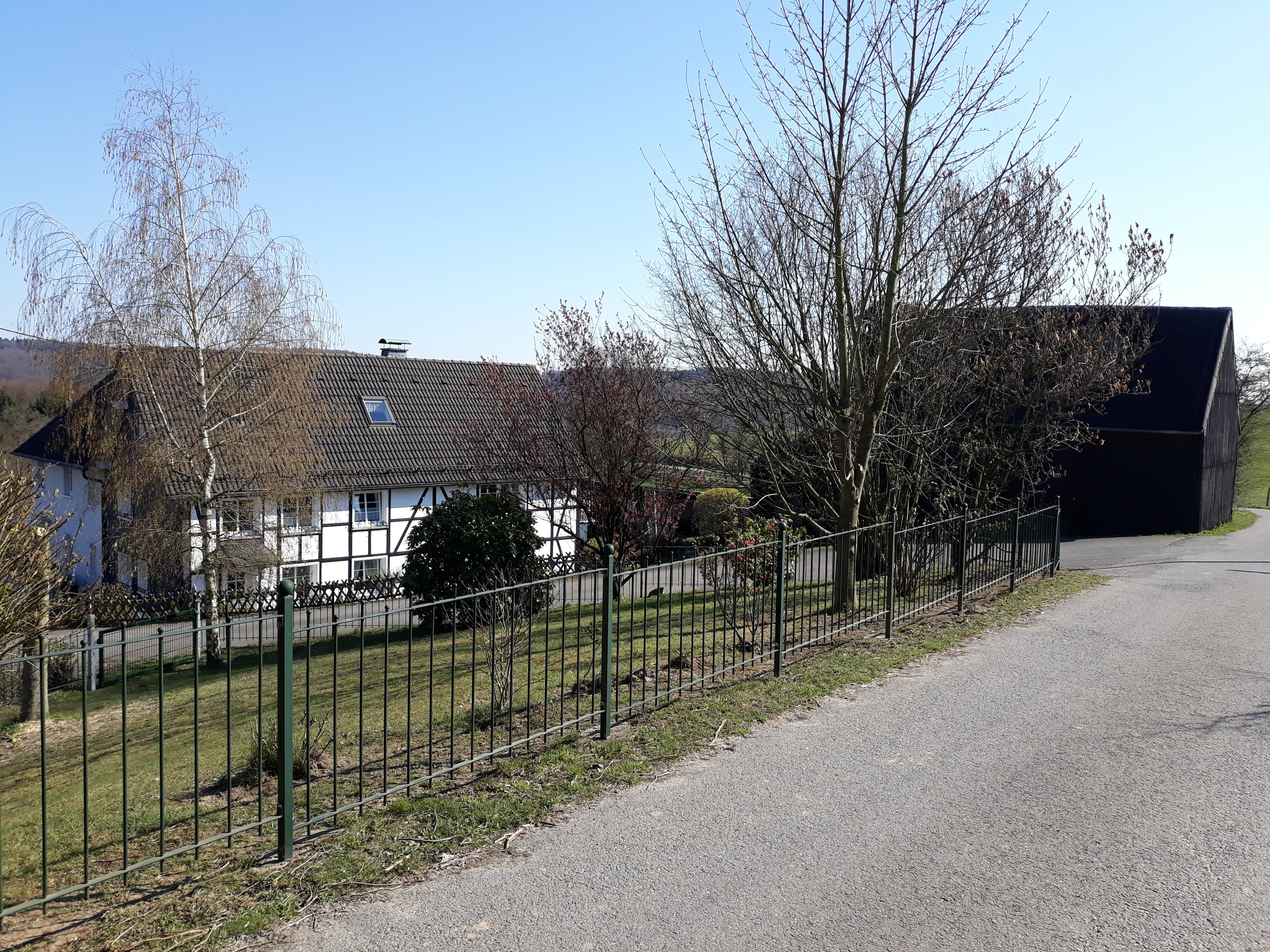
Biesenbach
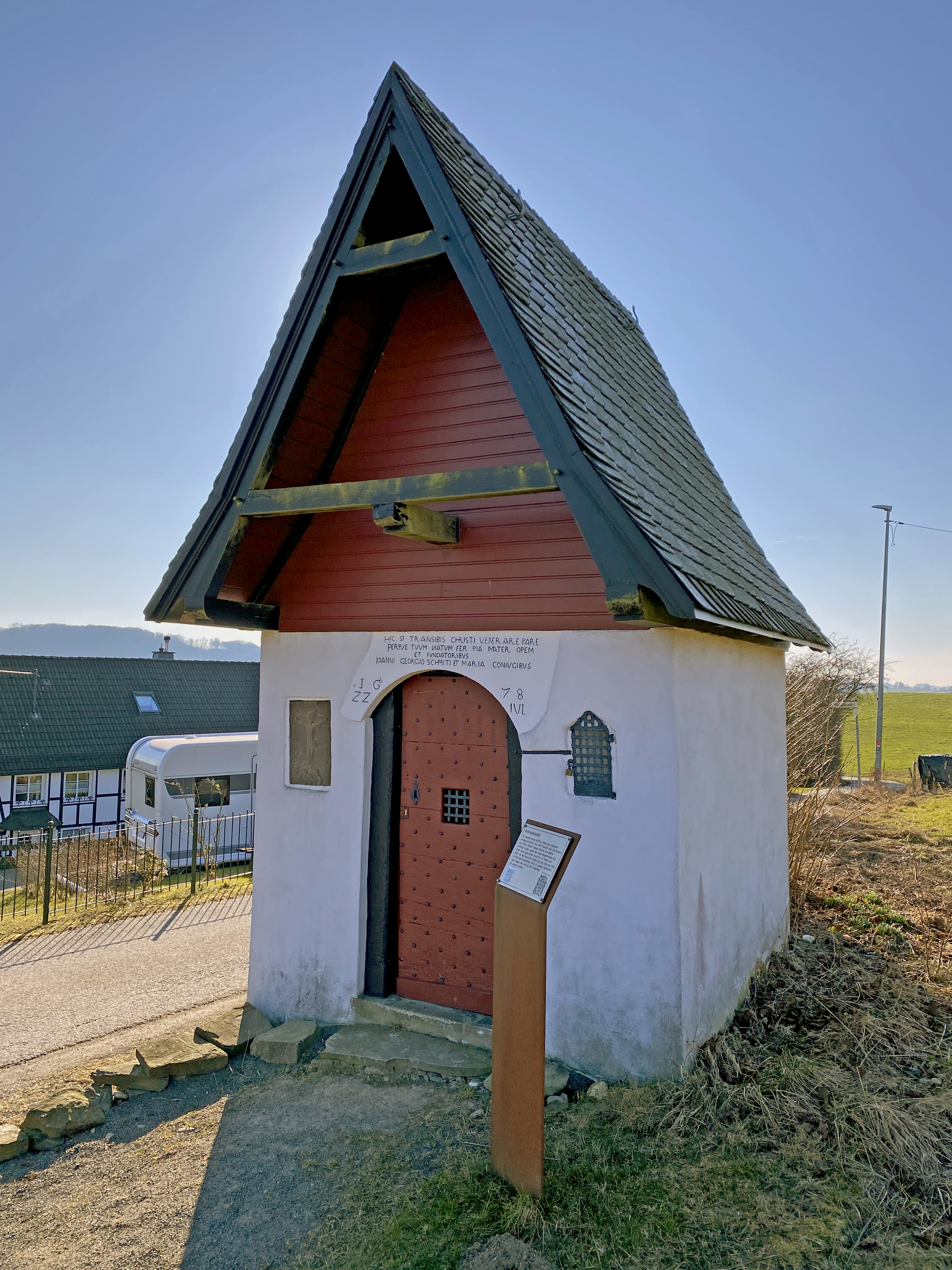
Baudenkmal Andreaskapelle
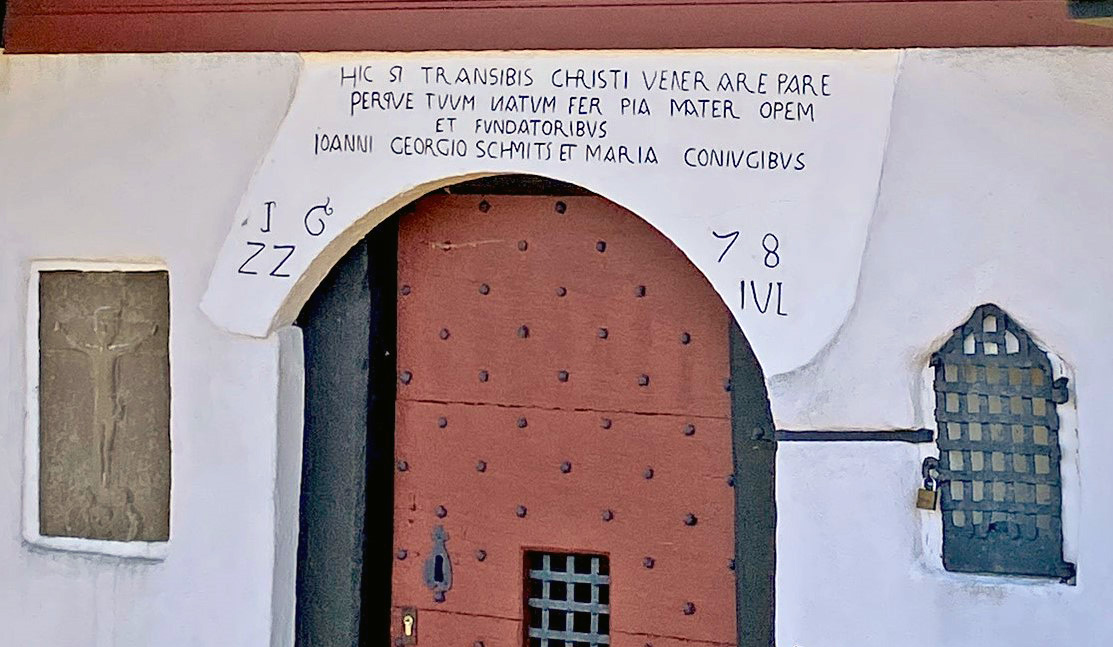
Andreaskapelle Inschrift über der Tür
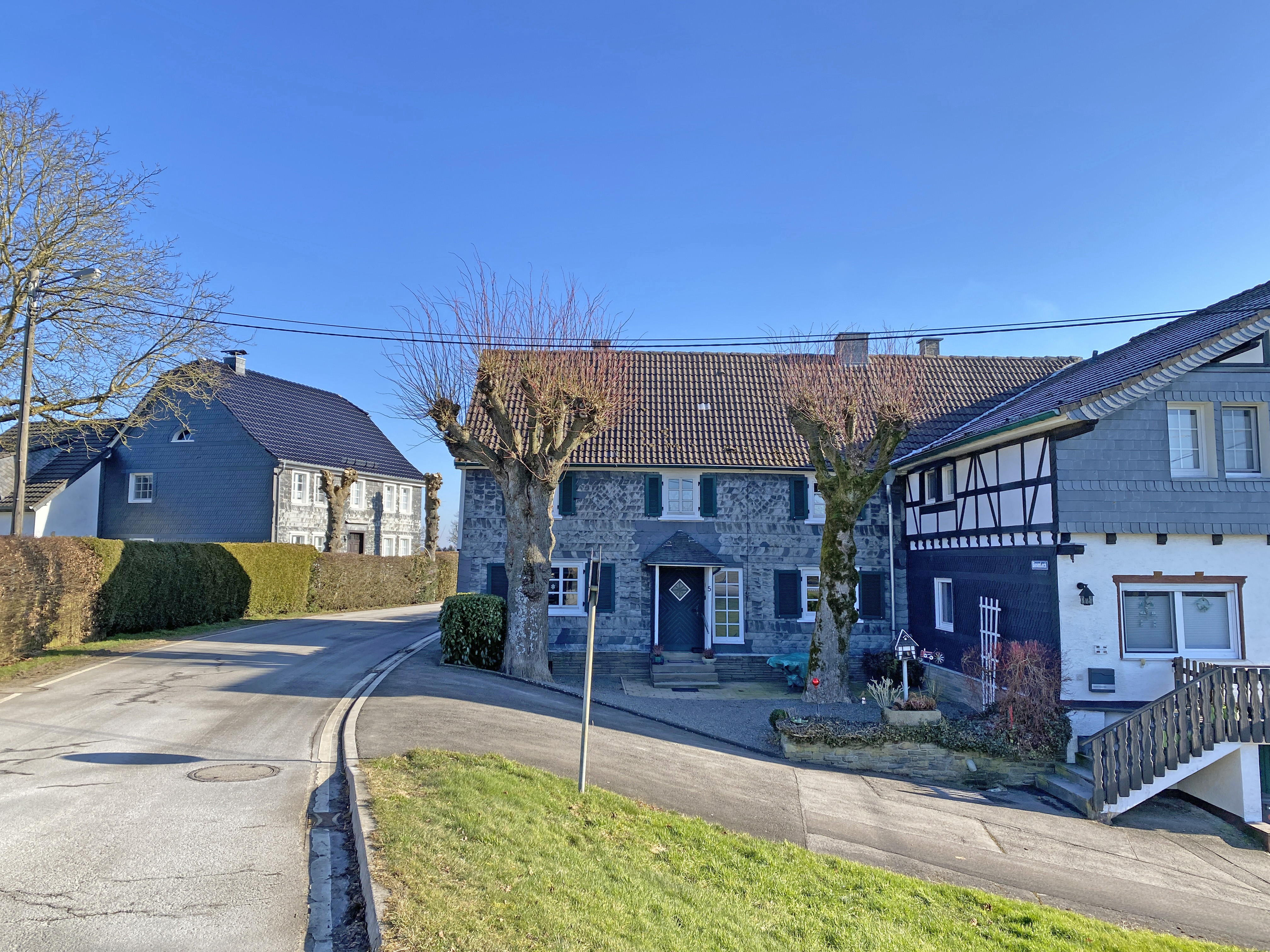
Ortsdurchfahrt Biesenbach
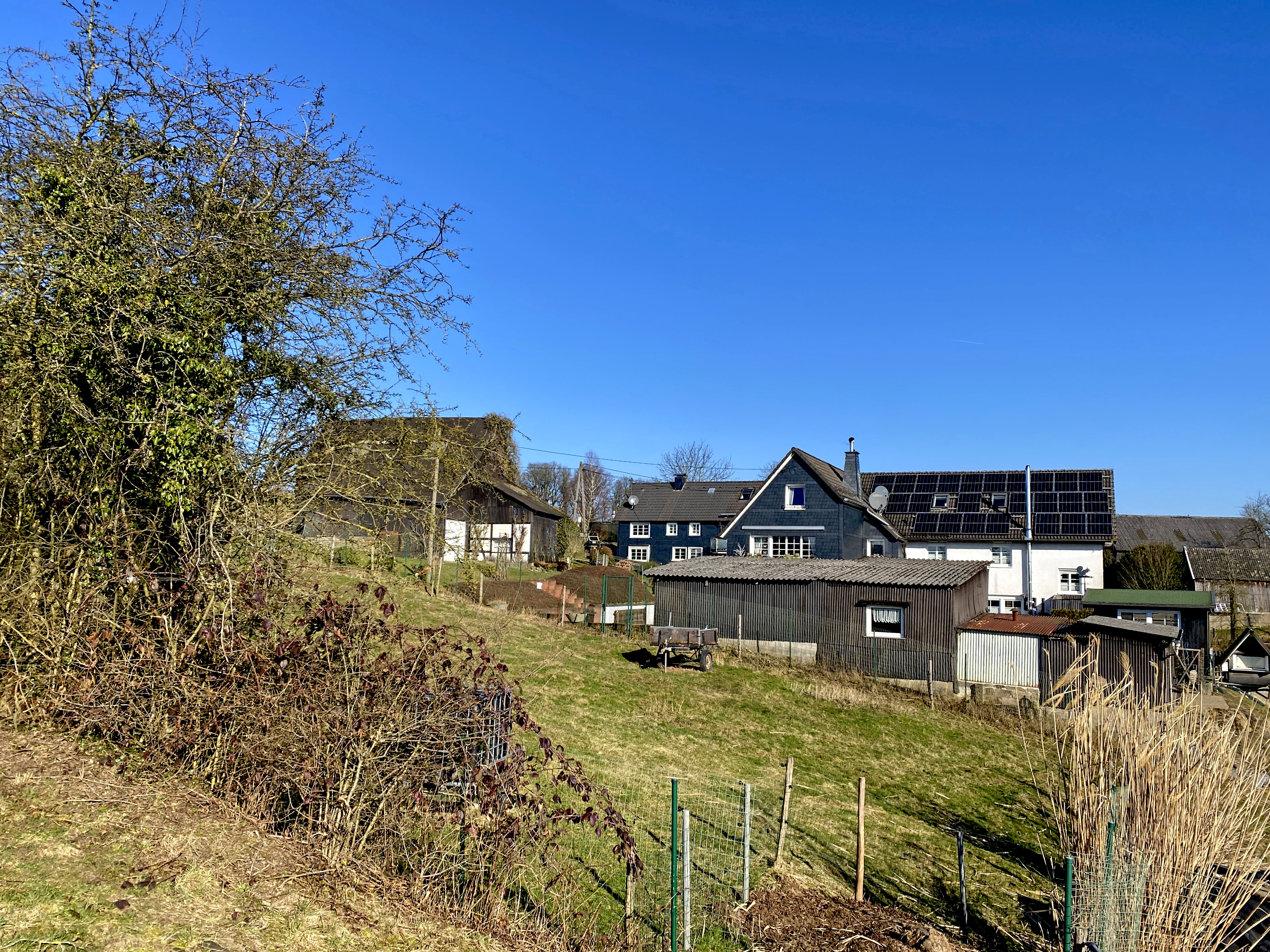
Biesenbach